# David Nicholas

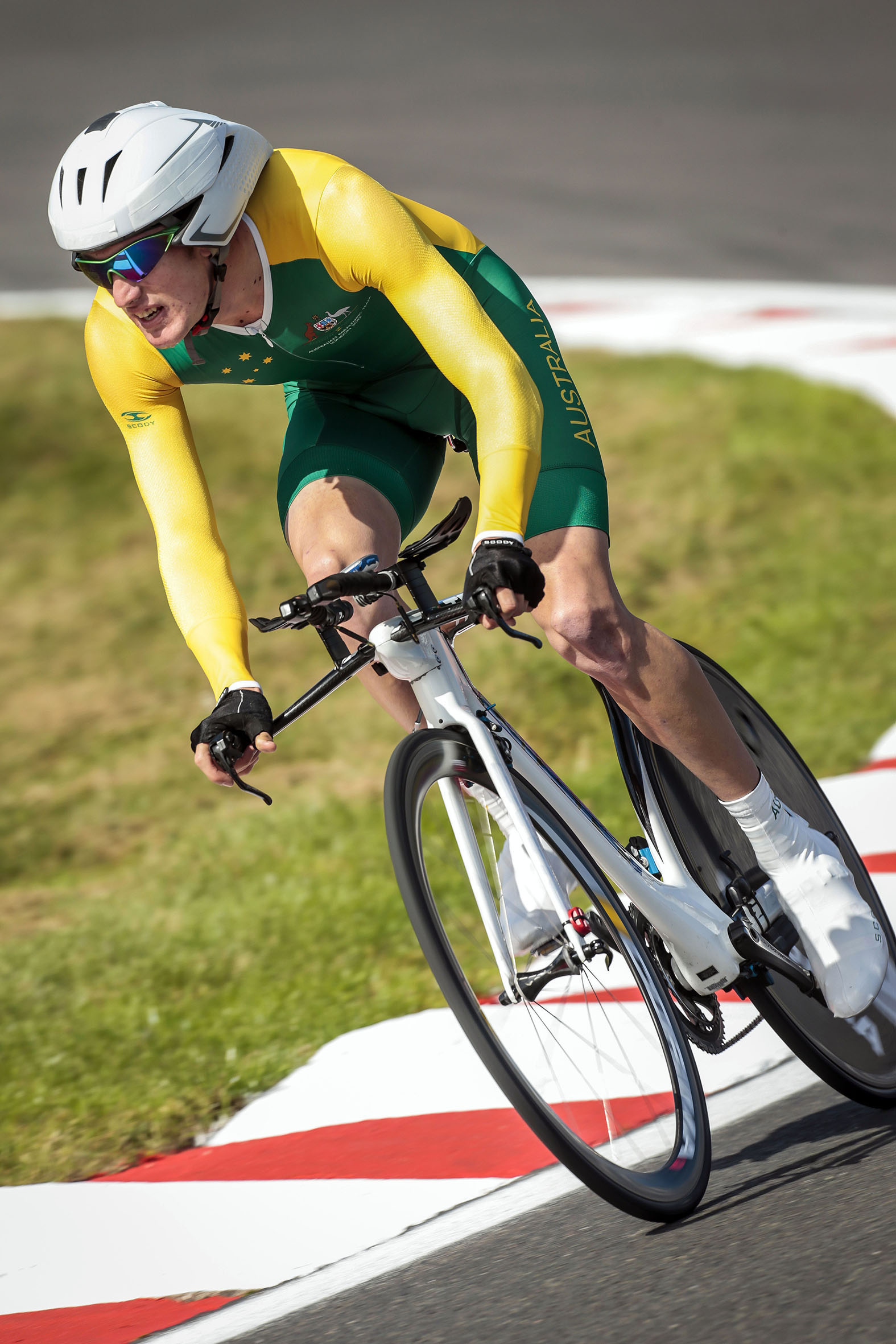
David competindo nas Paralimpíadas de Londres, em 2012.

David Nicholas, OAM (nascido em 1 de dezembro de 1991) é um ciclista paralímpico australiano. Representou a Austrália no ciclismo nos Jogos Paralímpicos de Verão de 2012, realizados em Londres, na Inglaterra, onde conquistou a medalha de prata. Também disputou as Paralimpíadas da Rio 2016 e obteve a medalha de ouro ao vencer a prova masculina de perseguição individual de 3 km em pista. Foi medalhista de ouro no contrarrelógio C3 do Campeonato Mundial de Ciclismo Paralímpico de Estrada, em 2011, onde também conquistou prata ao disputar a prova de estrada - C3. Disputou, em 2012, o Mundial de Ciclismo Paralímpico de Pista em Los Angeles, onde venceu a prova de perseguição individual de 3 km. No Mundial de Estrada de 2013, realizado em Baie-Comeau, no Canadá, David venceu e recebeu a medalha de ouro no contrarrelógio individual C3 e, em 2014, no Mundial de Pista, realizado na Aguascalientes, no México, o australiano obteve mais um ouro ao vencer a prova de perseguição individual C3 de 3 km. Finalizou em sétimo no contrarrelógio C3 e na prova de estrada C3 do Campeonato Mundial de Ciclismo Paralímpico de Estrada, que foi realizado em 2015, em Nottwil, na Suécia.

## Detalhes
David Aron Nicholas nasceu em Rockhampton, no estado australiano de Queenslândia, em 1 de dezembro de 1991, e tem paralisia cerebral. David também pratica caratê. Reside na cidade de Proserpine, Queenslândia, onde trabalha como Oficial de Suporte de Tecnologia da Informação no Conselho Regional de Whitsunday.